# Ein Fisch, der auf dem Rücken schwimmt
Ein Fisch, der auf dem Rücken schwimmt (em inglês:A Fish Swimming Upside Down, bra: Uma Mulher Inesquecível) é um filme dirigido por Eliza Petkova apresentado em 2020 no Festival Internacional de Cinema de Berlim. Foi lançado no Brasil pela Elite Filmes em 2021 no Cinema Virtual.

## Sinopse
O filme segue a história de Andrea, uma mulher que se vê presa em triângulo amaroso quando um pai e seu filho se apaixonam por ela.

## Elenco
- Nina Schwabe como Andrea
- Henning Kober como Philipp
- Theo Trebs como Martin